# Scultura greca arcaica

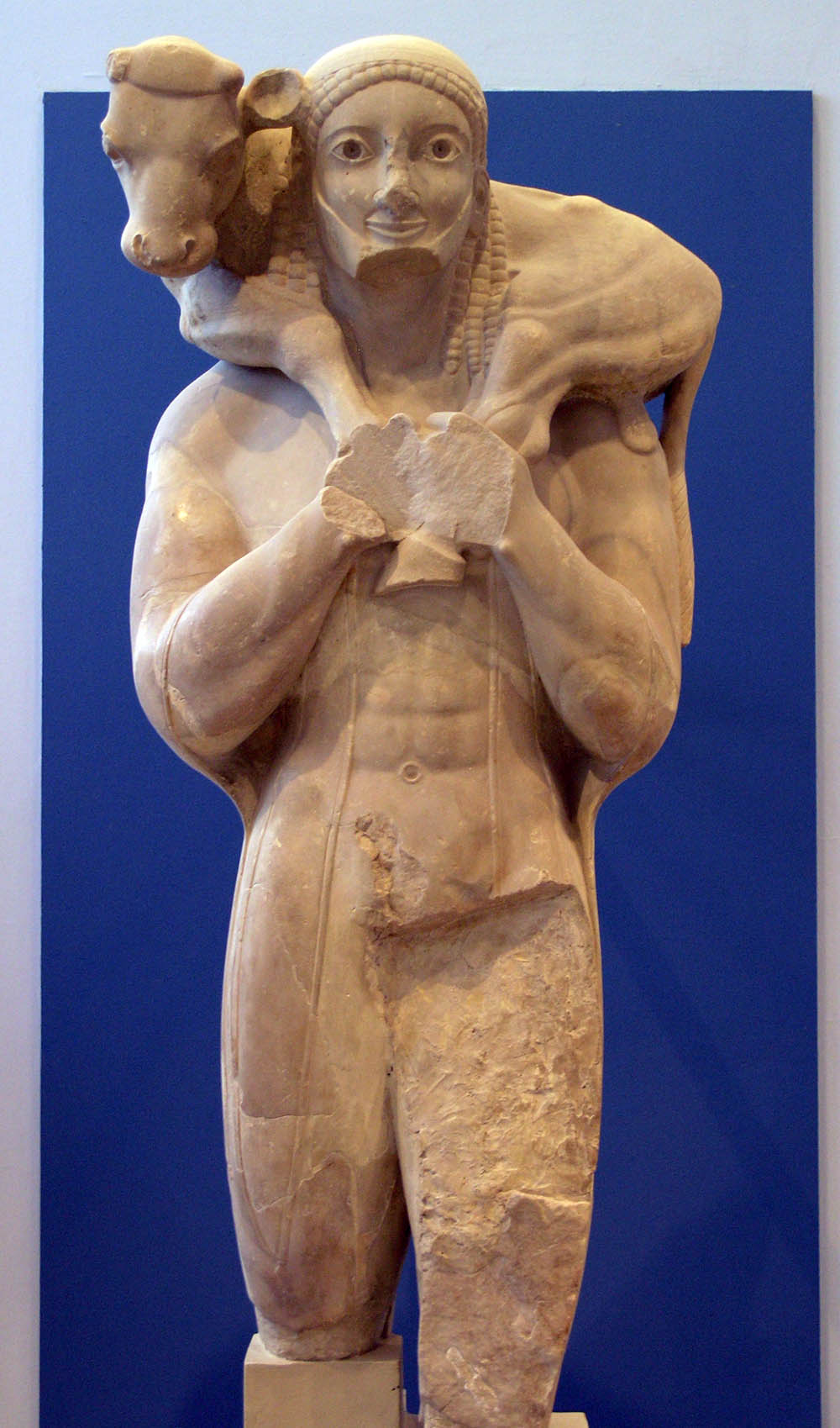
Il Moscoforo. Museo dell'Acropoli, Atene.

La scultura greca arcaica si sviluppò nel mondo ellenico tra la seconda metà del VII secolo a.C. e il 480 a.C., anno in cui venne distrutta l'Acropoli di Atene dai Persiani.
Nella fase arcaica sono presenti tre scuole: scuola dorica nel Peloponneso, scuola ionica nelle isole del mar Egeo e nell'Asia Minore meridionale e la scuola Attica nella regione e città di Atene.

## Sviluppo storico

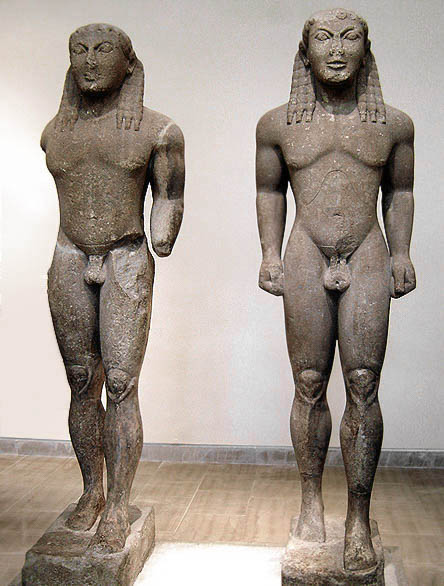
Kleobis e Biton

### Cleobi e Bitone
Al 585 a.C. circa risalgono le due statue di Kleobis e Biton, raffiguranti due giovani eroi che si sacrificarono, presso il santuario di Delfi, in onore di Era. Si tratta di due sculture legate al gusto più arcaico, tipico dei Dori, ai quali si contrapposero le altre scuole (ionica, dell'Asia Minore e delle isole o cicladica e attica). I soggetti rappresentati sono uomini, non monarchi divinizzati come nelle precedenti culture mediterranee; la figura umana all'inizio del VI secolo a.C. aveva quindi già assunto il valore nodale dell'arte greca, quale "misura di tutte le cose", dotata di razionalità e al centro dell'universo. I due eroi sono raffigurati eretti e completamente nudi. L'uso di raffigurare personaggi nudi risale forse all'abitudine degli atleti, fin dal periodo arcaico, di gareggiare senza vesti; certamente indicava una situazione eccezionale, astraente rispetto alla quotidianità. Le membra del Kleobis in particolare hanno una straordinaria robustezza, con un'anatomia possente che ricorda blocchi di pietra accostati.

### Kouroi e Korai
In quest'epoca la produzione più abbondante è quella dei kouroi ("ragazzi") e delle korai ("fanciulle"), figure umane giovanili, rispettivamente maschili e femminili, al culmine dello sviluppo intellettuale e fisico, non ancora toccato dalla decadenza. Se è chiaro che esse fossero destinate all'ambito religioso, l'esatta funzione di queste statue non era univoca e variava nei diversi ambiti geografici: erano rappresentazioni di divinità (derivate dallo xòanon il simulacro ligneo nei templi più antichi), di offerenti, di protettori di un defunto, o magari di atleti: anche questi ultimi infatti celebravano competizioni sportive in onore degli dei. Le statue potevano essere poste in un santuario, dono della comunità o di un privato alla divinità, potevano rappresentare il dio stesso, il dedicante, o soltanto un'immagine umana bella e perfetta; potevano essere poste in una tomba e potevano essere immagini del defunto benché spersonalizzate; anche i vecchi potevano avere nella loro sepoltura un kouros, ne abbiamo fonti epigrafiche.
Le forme e le movenze del corpo sono semplificate e ridotte, le statue sono stanti (in piedi), spesso a grandezza naturale o quasi naturale, con una gamba avanzata (generalmente la sinistra) ad indicare il movimento, ma ancora irrigidite in posa ieratica e con il tipico sorriso arcaico. Schema e tipologia fisica sono affini a quelli egizi e lo stesso dicasi per un altro modulo di provenienza orientale, quello della figura assisa. Nelle più antiche sculture arcaiche greche l'effetto monumentale della scultura egizia era già raggiunto. La composizione era semplice e compatta e i particolari anatomici tradotti in moduli decorativi non connessi organicamente al corpo (orecchie, rotule, costole).Vengono utilizzati il marmo o la pietra locale o, ancora, la terracotta: le tecniche di fusione del bronzo, infatti, non consentivano ancora la realizzazione di statue di grandi dimensioni. Le opere erano nella maggior parte dipinte, anche a colori vivaci, in contrasto con l'aspetto candido che hanno attualmente dopo la perdita dei pigmenti e che ha formato l'estetica neoclassica.Già appare chiaro comunque come l'ambito religioso fosse connesso strettamente alla vita civile e politica, e quindi anche la scultura avesse una funzione essenzialmente pubblica: ne deriva che i committenti erano o la collettività o il singolo cittadino che, essendone membro, faceva parte a tutti gli effetti dell'espressione "pubblica".

### Correnti

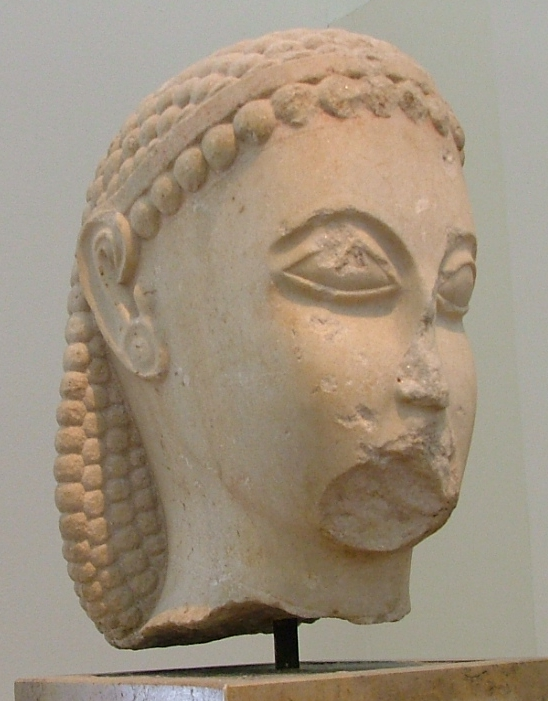
La Testa di kouros 3372 del Museo archeologico di Atene

Della scultura arcaica si è soliti distinguere alcune correnti in rapporto alle varie zone della Grecia antica: la dorica, la ionica e l'attica. La prima che scolpisce corpi massicci, simmetrici, schematizzati, a volte tozzi, la seconda più slanciata ed elegante, che si qualifica per una maggiore attenzione alla linea e alle vibrazioni luministiche, la terza che infine sintetizza le due precedenti ricerche stilistiche, esprimendo un naturalismo intento a mettere in rapporto la statua con lo spazio circostante. Il tentativo è quello di rendere sempre meglio il volume del corpo, che man mano conquista lo spazio.
La testa di kouros dalla necropoli del Dipylon ad Atene è un'opera eccezionale che rivela al contempo la mano di un grande scultore e i tratti essenziali della scultura attica. L'unità formale che contraddistingue questa scultura per cui «sembra che ogni elemento sgorghi come una necessità ineluttabile dal precedente» sarà imitata fin oltre la metà del VI secolo a.C.; è una figura organica, equilibrata, posta originariamente nella tomba di una nobile famiglia ateniese, ove ancora permangono labili tracce di abito che andranno scomparendo a breve. Le arcate sopraccigliari rialzate che illuminano il viso sono un'impronta tipica della scultura attica.
Il Kouros di Melos è invece un esempio della corrente ionica, con una maggiore agilità e una definizione anatomica più sottile. Caratteri simili si trovano anche nell'Hera di Samo, una delle sculture più celebri di questo periodo, riferibile alla prima metà del VI secolo a.C. La figura femminile ha un abito dalle pieghe ritmate, con un braccio steso e uno portato al seno, dove forse reggeva un melograno. La forma è compatta, ingentilita dalla raffinata linea di contorno.

### Frontoni templari
La scultura è spesso legata all'architettura e le composizioni frontonali o dei fregi e delle metope pongono il problema dell'adeguamento delle figure ad uno spazio preordinato, che troverà man mano soluzioni sempre più raffinate (frontoni del tempio di Zeus a Olimpia, frontoni di Egina).
Nel frontone occidentale del tempio di Artemide a Corfù (poros locale, h m 2,60 x 17, primi decenni del VI secolo a.C., Corfù, Museo archeologico) la disposizione delle figure nello spazio è ancora paratattica: al centro la grande figura della Gorgone, ai lati due pantere e, più piccole, le figure dei figli di Medusa, Pegaso e Crisaore, infine negli angoli troviamo temi secondari e indipendenti, forse una Titanomachia e una Iliou persis. Non c'è unità né coordinazione ma la semplificazione delle forme (che non esclude la ricchezza del disegno e del rilievo, si vedano i particolari delle figure), come nella migliore tradizione corinzia, conferisce monumentalità all'insieme. Il mito non viene narrato, ma l'aspetto terrificante dell'episodio è personificato dalla figura stessa della Gorgone e dai figli, semplici attributi della figura demoniaca centrale, e ribadito ulteriormente dalle belve. Il frontone ripete il tradizionale gorgoneion, ossia la funzione apotropaica della maschera gorgonica come già avveniva sugli scudi, sull'egida di Atena e sulle fortificazioni. Le figure angolari invece sono ispirate a tutt'altra concezione; il simbolismo della scena centrale, lascia il posto al gusto per la narrazione che si manifesterà nella maggior parte delle raffigurazioni mitologiche del VI secolo a.C. La discontinuità tra la figura centrale e l'episodio mitico narrato è elemento che permarrà lungamente nelle composizioni frontonali (vedi Epifania di Apollo nel frontone occidentale del Tempio di Zeus a Olimpia).
Dopo il frontone di Corfù le figure tenderanno a staccarsi dal muro di fondo, lo si può osservare nei frammenti frontonali ritrovati sull'acropoli di Atene dove si osserva anche il tentativo di adeguare allo spazio posizioni e atteggiamenti delle figure, anche in funzione di una maggiore coordinazione tra le figure stesse. Nella scena dell'Apoteosi di Eracle (calcare, h della figura di Zeus 94 cm. Atene, Museo dell'Acropoli) si mantengono la disposizione ortogonale e il dimensionamento gerarchico dei personaggi: Zeus di profilo con a fianco Era seduta frontalmente e Eracle più piccolo sulla sinistra. Il frammento detto Frontone Barbablù (che è stato unito concordemente al Frontone di Eracle e Tritone, benché non vi sia accordo sull'edificio di appartenenza e conseguentemente sulla datazione) è stato identificato come la rappresentazione di Tifone, il demone dell'aria e del fuoco, con un triplice torso virile che termina in una coda serpentiforme. Ciascuno dei tre corpi reca nelle mani un attributo diverso l'insieme dei quali costituisce una raffigurazione simbolica dei quattro elementi naturali. Questa facilità di sintesi simbolica, la stessa che si trova nel frontone di Corfù, si unisce in questo caso ad un diverso modo di inserire le figure nello spazio, le quali non seguono una rigida impostazione sugli assi ortogonali ma si dispongono di tre quarti, come nel volto di Tifone sull'estrema destra; quest'ultimo, come è stato suggerito sembra rivolto verso un ipotetico spettatore e sembra svolgere così la funzione del coro all'interno della tragedia. Lo stile della rappresentazione si fa più drammatico rispetto al frammento con l'Apoteosi di Eracle ed è sottolineato da una accentuata plasticità fatta di ampie superfici tondeggianti alla quale collabora l'uso tutt'altro che decorativo del colore.